# جرج وه‌آ
جرج مانه اپونگ وه‌آ (به انگلیسی: George Manneh Oppong Weah) (زاده ۱ اکتبر ۱۹۶۶، مونروویا)، سیاستمدار اهل لیبریا و بازیکن سابق فوتبال است که  به‌عنوان بیست و پنجمین رئیس‌جمهور لیبریا فعالیت میکرد.
او یکی از سرشناس‌ترین بازیکنان آفریقایی تمام ادوار است. در سال ۱۹۹۵، به‌عنوان مرد سال اروپا و جهان انتخاب شد. او تا به امروز، تنها بازیکن آفریقایی است که به‌عنوان بهترین بازیکن اروپا و جهان انتخاب شده‌است. وه‌آ سه بار و در سال‌های ۱۹۸۹، ۱۹۹۴ و ۱۹۹۵، به عنوان بازیکن فوتبال سال آفریقا، و در سال ۱۹۹۶، به‌عنوان بازیکن قرن آفریقا انتخاب شد. چهارچهاردو از او به‌عنوان یکی از بهترین بازیکنان، که هیچ‌گاه برنده لیگ قهرمانان اروپا نشده، نام برده‌است. از او همچنین به‌عنوان یکی از بهترین بازیکنان جهان، که نتوانسته در مرحلهٔ پایانی رقابت‌های جام جهانی حضور یابد، یاد می‌شود. پله در سال ۲۰۰۴، او را در فهرست فیفا ۱۰۰، و در میان برترین بازیکنان زنده فوتبال دنیا قرار داد.
او در دوران حضورش در باشگاه آ.ث. میلان یکی از زیباترین گل‌های انفرادی تاریخ فوتبال را در سال ۱۹۹۶ در مقابل هلاس‌ ورونا به ثمر رساند. او توپ لو رفته طی ضربه کرنر تیم حریف را در اختیار گرفت و با دریبل‌زدن تمام بازیکنان پیش رو توپ را به گل تبدیل کرد.
جرج وه‌آ پس از خداحافظی از فوتبال، وارد عرصهٔ سیاست شد. او در انتخابات ریاست جمهوری لیبریا در سال ۲۰۱۷، ژوزف بوآکای معاون رئیس‌جمهور را شکست داد و به‌عنوان بیست و پنجمین رئیس‌جمهور لیبریا انتخاب شد. مراسم تحلیف او در ۲۲ ژانویه ۲۰۱۸ برگزار شد.

## سیاست
وه‌آ در سال ۲۰۰۵ در انتخابات ریاست جمهوری کشورش لیبریا نامزد ریاست جمهوری شد و به‌علت تحصیلات پایین، فقدان تجربهٔ سیاسی و شهروند فرانسه بودن، در این انتخابات شکست خورد.
او در آوریل ۲۰۱۶، به‌عنوان یکی از اعضای حزب کنگره تغییرات دموکراتیک، نامزدی خود را برای انتخابات ریاست جمهوری در سال ۲۰۱۷ اعلام کرد. پس از آنکه در دور اول انتخابات ۲۰۱۷، با کسب ۳۸٫۴ درصد از آرا به پیروزی رسید، به‌همراه ژوزف بوآکای از حزب وحدت، راهی دور دوم انتخابات شد. در دور دوم، وه‌آ با کسب بیش از ۶۰ درصد آرا، ژوزف بوآکای معاون رئیس‌جمهور را شکست داد و به‌عنوان بیست و پنجمین رئیس‌جمهور لیبریا انتخاب شد.
در انتخابات ریاست جمهوری سال ۲۰۱۷ لیبریا، ۲٫۱ میلیون نفر رای دادند که در نهایت نام جرج وه‌آ به‌عنوان پیروز انتخابات از صندوق خارج شد.